# Cal Borrós
Cal Borrós és una masia situada al terme de Castellgalí en ruïnes.
Havia tingut teulada de doble vessant i costat de llevant hi ha les restes d'una cisterna utilitzada per recollir l'aigua de la pluja.

## Localització
Les restes d'aquesta masia es troben contingudes pocs metres al sud de les ruïnes de l'església de Santa Margarida del Pla i al nord de la masia de Cal Ponç, en un planell entre camps d'oliveres i el bosc.

## Història
La masia al llarg de la seva història va patir vàries reformes, fet evidenciat pels diferents tipus de pedra i disposició d'aquesta al llarg de varis segments de la paret.
Es creu que la casa ja existia a finals del segle XIII i que va ser construïda juntament amb la capella. Es va ampliar durant el segle XVII i altra vegada al segle xviii.

## Festivitats
En les seves immediacions se celebra cada octubre l'Aplec de Santa Margarida, una celebració en la qual els veïns del poble pugen a dinar i a realitzar varis actes a l'esglèsia immediatament adjacent.